# راجر وربیک
راجر وربیک (انگلیسی: Rogier Verbeek; ۷ آوریل ۱۸۴۵ – ۹ آوریل ۱۹۲۶) زمین‌شناس، آتشفشان‌شناس، عکاس، و دیرین‌شناس اهل پادشاهی هلند بود.
شناخته‌شده‌ترین اثر او مجله «کراکاتائو» بود که در سال‌های ۱۸۸۴ و ۱۸۸۵ به دستور فرماندار کل هند شرقی هلند ویرایش شد. این مجله به فوران ۱۸۸۳ آتشفشان کراکاتوآ در سال ۱۸۸۳ می‌پردازد و دانش آتشفشان‌شناسی را به جایگاه علمی رساند. تنها دو سال قبل، وربیک در این منطقه تحقیقاتی انجام داده بود. او که در بویتنزورگ در جاوا زندگی می‌کرد خود شاهد مستقیم آن فوران بود. در مستند درام بی‌بی‌سی با عنوان «کراکاتوآ: آخرین روزها» او شخصیت اصلی است و کوین مک‌موناگل نقش او را بازی کرده است.